# Fernando Dávalos
Fernando Dávalos (* 30. Mai 1959 in Guadalajara, Jalisco), auch bekannt unter dem Spitznamen El Pillo (dt. Der Lausbub), ist ein ehemaliger mexikanischer Fußballspieler  auf der Position eines Stürmers.

## Laufbahn
Dávalos begann seine Profikarriere in der Saison 1981/82 bei seinem Heimatverein Chivas Guadalajara, mit dem er in der Saison 1986/87 den für den Verein insgesamt neunten Meistertitel gewann. Dazwischen spielte er in der Saison 1985/86 auf Leihbasis für den CD Irapuato.
Vor der Saison 1987/88 wechselte er zu den Ángeles de Puebla und nach deren Rückzug aus der ersten Liga ein Jahr später zum Stadtrivalen Puebla FC, mit dem er in der Saison 1989/90 einen weiteren Meistertitel sowie den Pokalwettbewerb gewann.
Seinen einzigen Länderspieleinsatz für die mexikanische Nationalmannschaft bestritt Dávalos in einem am 3. Februar 1988 ausgetragenen Testspiel gegen Guatemala, das 2:1 gewonnen wurde.

## Erfolge
- Mexikanischer Meister: 1987 und 1990
- Mexikanischer Pokalsieger: 1990